# Ong thợ

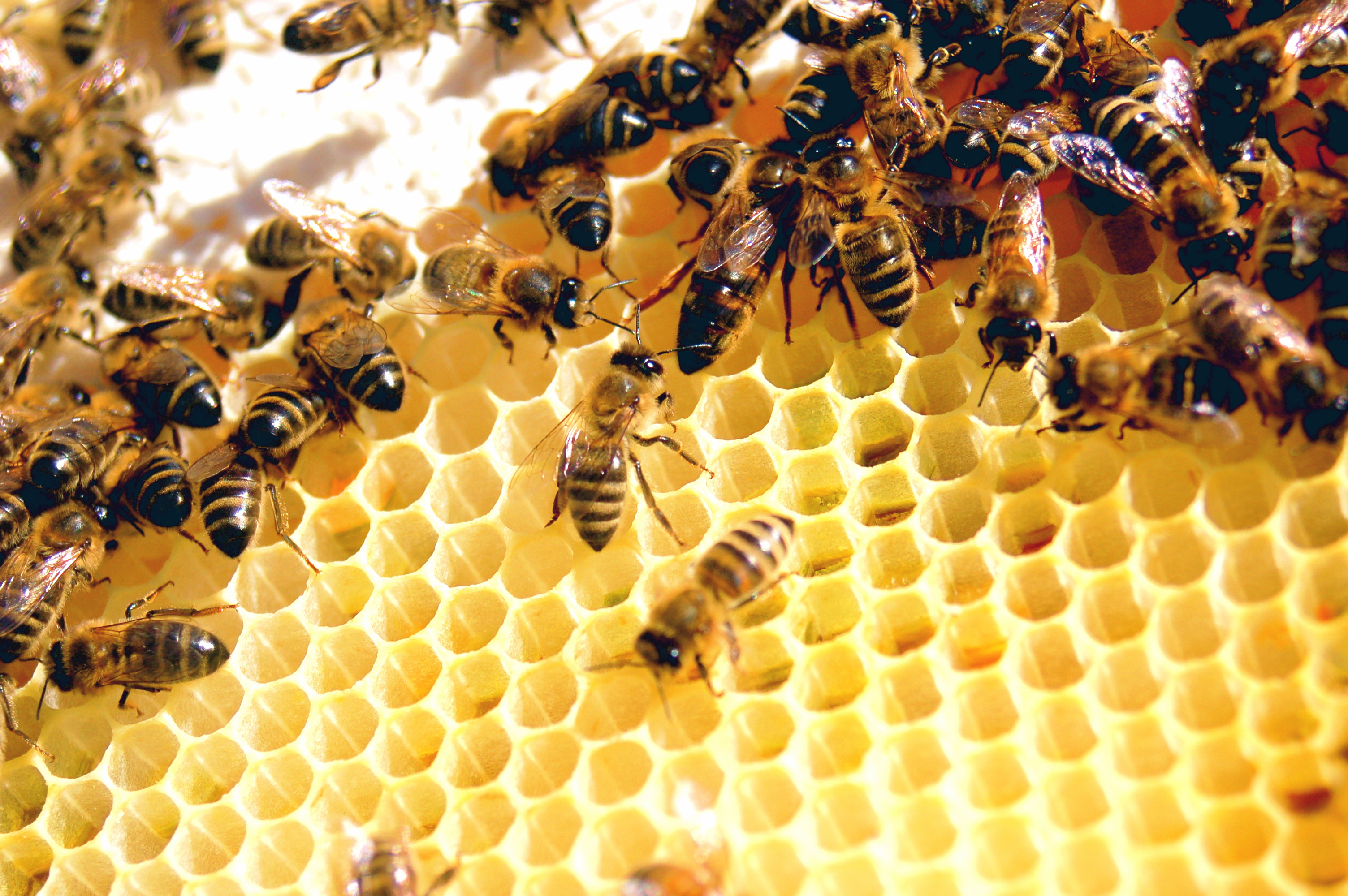
Ong thợ (với ong chúa)

Ong thợ là bất kỳ con ong cái (eusocial) nào trong đàn đều thiếu khả năng sinh sản đầy đủ của ong chúa; trong hầu hết các trường hợp, điều này cũng tương quan với sự gia tăng các hoạt động phi sinh sản nhất định so với ong chúa. Ong thợ xuất hiện ở nhiều loài ong Bombus khác với ong mật, nhưng đây là cách sử dụng thông tục quen thuộc nhất của thuật ngữ này.
Ong thợ thu thập phấn hoa vào các giỏ phấn trên hai chân sau và mang nó trở lại tổ ong nơi nó được sử dụng làm thức ăn cho ong non đang phát triển. Phấn hoa mang trên cơ thể của chúng có thể được mang đến một bông hoa khác, nơi một phần nhỏ có thể chà lên nhụy hoa, dẫn đến thụ phấn chéo. Một lượng đáng kể nguồn cung cấp thực phẩm của thế giới, đặc biệt là trái cây, phụ thuộc rất lớn vào sự thụ phấn của cây ong mật. Mật hoa được hút qua vòi, trộn với các enzyme trong dạ dày và mang về tổ ong, nơi nó được lưu trữ trong các tế bào sáp và bay hơi thành mật ong.

## Vòng đời
Ong thợ giữ cho nhiệt độ tổ ong trong khu vực ấp trứng là không đổi ở những nơi quan trọng (nơi nuôi ong mới). Đây là trong khung trung tâm của tổ ong. Ong thợ phải duy trì buồng nuôi của tổ ong ở 34.4 °C để ấp trứng. Nếu trời quá nóng, ong thợ thu thập nước và để lại xung quanh tổ ong, sau đó quạt gió thổi qua cánh của chúng để làm mát bằng cách bốc hơi. Nếu trời quá lạnh, chúng tụ lại với nhau để tạo ra nhiệt cơ thể. Đây là một ví dụ về cân bằng nội môi.
Cuộc sống của tất cả những con ong mật bắt đầu như một quả trứng, được nữ hoàng đặt dưới đáy một tế bào sáp trong khu vực ấp của một tổ ong. Một quả trứng ong thợ nở sau ba ngày thành ấu trùng. Ong y tá cho nó ăn sữa ong chúa lúc đầu, sau đó phấn hoa và mật ong trong sáu ngày. Sau đó nó trở thành một con nhộng không hoạt động.
Trong vòng đời 14 ngày của nó như một con nhộng, bị giữ trong một tế bào có nắp, nó phát triển thành một con ong thợ (cái), nổi lên vào ngày thứ 21. Trong hầu hết các loài ong mật, ong thợ làm mọi thứ trừ đẻ trứng và giao phối, mặc dù ong thợ của loài ong mật có thể đẻ trứng. Chúng xây dựng chiếc lược từ sáp đùn ra từ các tuyến dưới bụng. Khi được phát triển đầy đủ, chúng thực hiện một số nhiệm vụ (xem bên dưới). 
| Kiểu    | Trứng          | Ấu trùng       | Giới hạn tế bào | Nhộng                                                              | Thời kỳ phát triển trung bình (Ngày cho đến khi xuất hiện) | Bắt đầu khả năng sinh sản | Chiều dài cơ thể | Trọng lượng nở |
| ------- | -------------- | -------------- | --------------- | ------------------------------------------------------------------ | ---------------------------------------------------------- | ------------------------- | ---------------- | -------------- |
| Ong thợ | cho đến ngày 3 | cho đến ngày 9 | Ngày 9          | Ngày 10 cho đến khi xuất hiện (Ngày 11 hoặc 12 thay đổi cuối cùng) | 21 ngày (tầm: 18 -22 ngày)                                 | Không có                  | 12 Cung15 mm     | gần 100 mg     |

## Hành vi tách đàn
Khi một đàn ong bỏ trốn (tất cả những con ong rời khỏi đàn) hoặc phân chia và do đó tạo ra một đàn và sau đó thiết lập một tổ mới, những con ong phải thoái lui trong hành vi của chúng để thiết lập thế hệ đầu tiên trong ngôi nhà mới. Nhiệm vụ cấp bách nhất sẽ là tạo ra sáp ong mới. Điều này khó thực hiện hơn nhiều so với mật ong và cần khoảng sáu lần năng lượng để tạo ra. Một bầy mới được sinh ra trên các thanh (tổ ong trên đỉnh) hoặc móng trống (tổ ong hộp) thường sẽ được cho ăn nước đường, sau đó chúng có thể tiêu thụ nhanh chóng để tạo sáp cho lược mới. (Tổ ong trưởng thành không thể được cho ăn như vậy vì chúng sẽ lưu trữ nó thay cho mật hoa, mặc dù một tổ ong mùa đông có thể phải được cho ăn nếu người nuôi ong không đủ mật ong.)